# 侯成
侯 成（こう せい、生没年不詳）は、中国後漢時代末期の武将。

## 正史の事跡
| 姓名         | 侯成      |
| 時代         | 後漢時代  |
| 生没年       | 〔不詳〕  |
| 字・別号     | 〔不詳〕  |
| 出身地       | 〔不詳〕  |
| 職官         | 騎将      |
| 爵位・号等   | -         |
| 陣営・所属等 | 呂布→曹操 |
| 家族・一族   | 〔不詳〕  |

呂布配下の騎将。史書の記述は断片的で、『後漢書』呂布伝や、『三国志』魏書呂布伝の注で引用されている『九州春秋』などに散見される。
ある時、侯成の食客が侯成の所有する15頭の馬を奪い、小沛の劉備のもとに逃げる事件があった。これを聞いた侯成は追いかけて馬を奪い返し、同僚たちから祝賀された。またあるとき、侯成は5、6石の酒を醸造し、さらに狩猟して10頭余の猪を捕獲した。彼はそれらを同僚に振る舞おうとを考え、先に呂布へ猪5頭と醸造した酒五斗を献上し「将軍のおかげで、私の馬を取り戻すことができ、諸将が私を祝いました。酒を醸造し、狩りをして猪を捕獲しました。まだ飲食はしておりませんので、将軍に献上した次第でございます」と、その許可を得ようとした。しかし、呂布は禁酒中であったため激怒し「わし自らが禁酒令を出しているというのに、汝は勝手に醸造し、諸将とともに飲食して義兄弟の契りを結び、共謀して反乱を起こすつもりなのか」と、侯成を面罵した。これに恐怖と憤懣を抱き、疑心暗鬼に陥った侯成は、そのまま退出するなり酒と猪肉を処分し、諸将からの贈り物を返した。
建安3年（198年）、呂布が曹操に包囲され下邳城に立て籠ったとき、同僚の魏続・宋憲と共に反乱を起こし、陳宮を捕縛して曹操軍へ寝返った。これが原因で、魏続・宋憲に捕縛された呂布は曹操によって処刑された。
その後は、史書に記述が見当たらない。

## 物語中の侯成
小説『三国志演義』では、呂布配下の八健将の1人（序列第8位）として登場する。曹操との戦いでは、曹操を後一歩まで追い詰めるものの、曹操軍の典韋に撃退される。呂布に酒肉を献上するくだりは史実と同様だが、さらに呂布から罰棒50回の刑を加えられている。その後、呂布の赤兎馬を盗んで曹操に降り、魏続・宋憲と協力し、呂布・陳宮・高順を生け捕りにしたことになっている。その後は登場しない。